# Aaron Padacké Zegoubé
 (août 2025).
La mise en forme du texte ne suit pas les recommandations de Wikipédia : il faut le « wikifier ».
Les points d'amélioration suivants sont les cas les plus fréquents. Le détail des points à revoir est peut-être précisé sur la page de discussion.
- Les titres sont pré-formatés par le logiciel. Ils ne sont ni en capitales, ni en gras.
- Le texte ne doit pas être écrit en capitales (les noms de famille non plus), ni en gras, ni en italique, ni en « petit »…
- Le gras n'est utilisé que pour surligner le titre de l'article dans l'introduction, une seule fois.
- L'italique est rarement utilisé : mots en langue étrangère, titres d'œuvres, noms de bateaux, etc.
- Les citations ne sont pas en italique mais en corps de texte normal. Elles sont entourées par des guillemets français : « et ».
- Les listes à puces sont à éviter, des paragraphes rédigés étant largement préférés. Les tableaux sont à réserver à la présentation de données structurées (résultats, etc.).
- Les appels de note de bas de page (petits chiffres en exposant, introduits par l'outil «  Source ») sont à placer entre la fin de phrase et le point final[comme ça].
- Les liens internes (vers d'autres articles de Wikipédia) sont à choisir avec parcimonie. Créez des liens vers des articles approfondissant le sujet. Les termes génériques sans rapport avec le sujet sont à éviter, ainsi que les répétitions de liens vers un même terme.
- Les liens externes sont à placer uniquement dans une section « Liens externes », à la fin de l'article. Ces liens sont à choisir avec parcimonie suivant les règles définies. Si un lien sert de source à l'article, son insertion dans le texte est à faire par les notes de bas de page.
- La présentation des références doit suivre les conventions bibliographiques. Il est recommandé d'utiliser les modèles {{Ouvrage}}, {{Chapitre}}, {{Article}}, {{Lien web}} et/ou {{Bibliographie}}. Le mode d'édition visuel peut mettre en forme automatiquement les références.
- Insérer une infobox (cadre d'informations à droite) n'est pas obligatoire pour parachever la mise en page.

Pour une aide détaillée, merci de consulter Aide:Wikification.
Si vous pensez que ces points ont été résolus, vous pouvez retirer ce bandeau et améliorer la mise en forme d'un autre article.
Aaron Padacké Zégoubé,, est un  réalisateur et cinéaste tchadien né le 24 mars 1989 à Pala dans la région du Mayo Keby-Ouest. Il est le fondateur du Film Lab cinématographique, Les ateliers de toumaï,.

## Biographie
Aaron Padacké Zégoubé est né le 24 mars 1989 à Pala dans le Mayo-kebbi Ouest. Il fait ses études primaires à Pala où il découvre le cinéma dans les vidéos clubs, et  poursuit ses études secondaires à N'Djaména où il obtient son baccalauréat littéraire au Lycée Felix Eboué. Il fait ensuite des études en réalisation cinématographique en Algérie à l'Ecole supérieur des beaux-arts d'Alger.
De retour au Tchad, il est recruté en 2012 à la Télévision nationale tchadienne ONRTV devenu Office National des Médias Audio visuels ONAMA en tant que réalisateur. Il occupe le poste de Sous-Directeur des programmes. Il réalise en 2019 un premier documentaire coproduit par TV5 Monde, Sur les Traces de Toumaï, Michel Brunet au nom de l’humanité, pendant  la mission paléo-anthropologique franco-tchadienne dirigée par le professeur Michel Brunet qui a conduit à découverte en 2001 de Toumaï, fossile d'un crâne vieux de plus de 7 millions d'années.

## Filmographie
- 2020 : Sur les Traces de Toumaï
- 2021 : Espoir de Bakhit
- 2024 : Warassa

## Récompenses
Le 07/09/2024 le prix du meilleur film documentaire au Camp International des Cinéastes d’Afrique de Ouidah au Bénin,.